# Put u raj (1970.)
Put u raj hrvatski je dugometražni film iz 1970. godine. Rađen je za program Televizije Zagreb i prvi je hrvatski televizijski film.
Scenarij za film koji je režirao Mario Fanelli napisao je Miroslav Krleža. Objavljen je prvi put na stranicama "Foruma" 1970., a po dramskoj strukturi i vremenu nastanka Put u raj najbliži je Areteju. Kao predložak tome filmskom scenariju Krleži su poslužili njegova novela Cvrčak pod vodopadom i dijaloški fragment Finale. Pokušaj pedesetvjekovne sinteze iz političkog eseja Deset hrvatskih godina. 
Čovjek i njegova savjest prikazani su na putu u raj kao jedinoj iluziji koja ga spašava iz pakla suvremene civilizacije. Međutim, tamo ga čekaju isti ljudi i isti događaji.
| „ | Iako je ustvrdio da mu je filmska umjetnost bliska još iz vremena vlastitih književnih početaka, Krleža je u radu na scenariju za ekranizaciju vlastite novele demonstrirao da mu je praktični dio filmske umjetnosti bio, ili nepoznanicom, ili se pak radi o namjernom poigravanju s filmskim medijem koji biva korišten kao audiovizualna epika. Međutim, to s druge strane može biti i signalom djelomične poetološke povezanosti s Tarkovskim i Bergmanom. Razlozi za nelagodu pri recepciji filma "Put u raj" višestruki su. Krleža je ponajprije jasno i nedvosmisleno demonstrirao svoju nekompetentnost za pisanje filmskih scenarija i svojim ignoriranjem donekle uvrijedio filmsku branšu. To bi bila nelagoda formalno-tehničke i stručne naravi. Sljedeća je nelagoda ideološke naravi: Krleža izmiče okovima komunističke i socijalističke ideologije te progovara, doduše još uvijek ambivalentno i ironično kritički (Krleži je religija nespojiva s ratom i umorstvom!), o drugim ideološkim mogućnostima u dijalogu s kršćanskim predodžbama. Treća je nelagoda povijesno-političke naravi: Krleža doživljava s hrvatskim domobranstvom svojevrsni paralelni 'put u raj', dok su Rusi i Srbi u negativnom svjetlu (mogući uzrok blokade kod distributera »Morava-film«). Nadalje, Krleža neugodno progovara o nekim manama u području medicine i politike – te na kraju sve prekriva tabuiziranim, pomalo homoerotskim sitnicama i nelagodom zajedničkog uriniranja! No, da se i uriniranje i pisoar mogu pretvoriti u umjetnost, dokazao je Marcel Duchamp još 1917. svojim izloškom Fountain. | ” |
|   | |   |

## Glumačka postava
- Boris Buzančić kao profesor Bernardo Leander
- Ljuba Tadić kao doktor
- Zvonko Strmac kao primarijus
- Mato Grković kao svećenik iz sarkofaga
- Snežana Nikšić kao Amalija
- Svjetlana Knežević kao Marijana
- Zvonko Lepetić kao zastavnik Bandera
- Jovan Ličina kao pacijent kod primarijusa
- Branko Supek kao kadet Rizling
- Relja Bašić kao Kristian Pendrekovski
- Viktor Starčić kao barun Silvester
- Dragan Milivojević kao prvi savjetnik poslanstva
- Antun Nalis kao liječnik/kirurg
- Vladimir Medar kao ljekarnik
- Branka Strmac kao gospođa s crnim šeširom
- Ljiljana Gazdić kao djevojka koja se bacila s prozora
- Maks Furijan kao general
- Josip Bobi Marotti kao maestro Rodolfo
- Marijan Radmilović kao Pekunio
- Vladimir Leib kao preminuli pacijent
- Zlatko Madunić kao djelatnik poslanstva
- Zdenka Trach kao primarijuseva domaćica
- Duško Valentić kao bivši ministrant
- Bosiljka Oman kao ljekarnica
- Tomislav Svetić
- Srećko Capar
- Astrid Turina kao dama u zelenom
- Nenad Šegvić
- Ivan Rebac